# 生死線 (電影)
《生死線》是1985年上映的一齣香港驚悚電影，由梁普智執導，岑建勳、謝貞元和黃斌主演。劇情講述張老師與六名學生因露營旅行被困於荒島，並與島民展開殘殺的恐怖經歷。本片榮獲第5屆香港電影金像獎最佳攝影。

## 劇情
在會考放榜前，中學地理科教師張老師（岑建勳 飾）帶著三男三女共六名學生到離島東坪洲露營，讓學生暫時忘卻學業壓力，盡情玩樂。到埗後，卻發現島上住了一個三兄弟家庭──大發（陳龍 飾）、二發（陳敬 飾）和三發（程守一 飾）。他們行為古怪，張老師早覺不妥，但為免嚇壞學生，故而未作提醒。不久，三兄弟開始騷擾學生，三發更求娶女學生Phyllis……

## 人物角色
- 岑建勳 (飾 張老師)
- 謝貞元 (飾 豬仔)
- 黃斌 (飾 Ronald)
- 邵傳勇 (飾 Timothy)
- 顏寶茵 (飾 珊珊)
- 郭慧坤 (飾 Cindy)
- 區海倫 (飾 Phyllis)
- 陳龍 (飾 大發)
- 陳敬 (飾 二發)
- 程守一 (飾 三發)
- 陳立品 (飾 母親)
- 袁麗嫦 (飾 阿寶)

## 電影歌曲

### 主題曲
| 歌名   | 演唱者 | 作曲   | 填詞   |
| 〈困〉 | 葉德嫻 | 林敏怡 | 潘源良 |

## 獎項
| 年份 | 頒獎典禮            | 獎項         | 獲提名 | 結果 |
| ---- | ------------------- | ------------ | ------ | ---- |
| 1986 | 第5屆香港電影金像獎 | 最佳攝影     | 潘恆生 | 獲獎 |
| 1986 | 第5屆香港電影金像獎 | 柯達榮譽大獎 |        | 獲獎 |

## 外部連結
- 香港影庫上《生死線》的資料（繁體中文）
- 開眼電影網上《跳動生死線》的資料（繁體中文）
- 时光网上《生死線》的資料（简体中文）
- 豆瓣电影上《生死線》的資料 （简体中文）
- 互联网电影数据库（IMDb）上《生死線》的资料（英文）
- 爛番茄上《生死線》的資料（英文）
- AllMovie上《生死線》的资料（英文）